# Classe Powerful (incrociatore)
La classe Powerful fu una coppia di incrociatori protetti di prima classe costruiti per la Royal Navy negli anni '90 del XIX secolo, progettati per cacciare le navi corsare nemiche. Entrambe le navi prestarono servizio in Estremo Oriente e parteciparono alla seconda guerra boera. La Terrible fu mandata a sedare la ribellione dei Boxer pochi mesi dopo. La Powerful fu impiegata come ammiraglia in acque australiane tra il 1905 e il 1912; poco dopo essere tornata in patria divenne una nave scuola e rimase in quel ruolo fino a quando non fu venduta per essere demolita nel 1929. La Terrible fu posta in riserva al suo ritorno in patria, nel 1902, e fu spesso usata come nave caserma. Durante la prima guerra mondiale fu disarmata e svolse un viaggio come nave trasporto truppe nel 1915. La nave divenne un deposito al ritorno dal viaggio e nel 1918 divenne una nave scuola. La Terrible fu venduta per essere demolita nel 1932.

## Sviluppo
La spinta per la costruzione della classe Powerful fu data quando nel 1890 fu impostato l'incrociatore protetto russo Rurik che era stato progettato per colpire il commercio marittimo nemico, anche se l'Ammiragliato era occupato al momento occupato con l'ampio programma costruttivo contenuto nel Naval Defence Act del 1889 e non poté fare nulla in immediata risposta. Nel 1891 si tennero alcune discussioni preliminari, ma non fu fino all'anno successivo che William White, Director of Naval Construction, ricevette la richiesta di preparare disegni di massima per una nave più armata, più veloce e con più autonomia della Rurik e dei suoi successori. Il tentativo russo del 1885 di impossessarsi di transatlantici veloci e di convertirli in incrociatori ausiliari richiese alla nave in progetto di essere abbastanza veloce da poterli raggiungere.
Gli studi preliminari di White lo avevano portato alla conclusione che sarebbe stato necessario un grande quantitativo di carbone per permettere inseguimenti ad alta velocità senza perdere tempo a rifornirsi di carbone, insieme ad un elevato numero di caldaie per permettere la velocità richiesta. Si necessitava quindi di una nave molto grossa, più di 30 m più lunga delle corazzate classe Majestic al momento in costruzione. Per assicurarsi che l'incrociatore potesse mantenere alte velocità anche con meteo avverso White decise di dargli un bordo libero molto alto, che le rese ottime navi anche con mari agitati. White credeva che il progetto necessitasse le leggere ed efficienti caldaie a tubi d'acqua Belleville, ma i conservatori in parlamento e all'Ammiragliato resistettero all'idea a causa dei fallimenti passati della Royal Navy con le caldaie a tubi d'acqua. Furono svolte prove con le caldaie sulla torpediniera-cannoniera Sharpshooter che si rivelarono un completo successo. L'Ammiragliato allora approvò il progetto il 23 ottobre 1893 e le due navi furono ordinate nel programma navale 1893–1894.
I giornalisti criticarono le navi per il loro armamento leggero rispetto alla taglia sulla rivista ''The Engineer''. White ribatté rispondendo che era impossibile aggiungere altre munizioni a bordo, rendendo altri cannoni completamente inutili. Aggiunse anche che l'armamento delle Powerful "contava per il 27% in più sul dislocamento rispetto alla precedente classe Edgar ed era protetto da 670 t di corazzatura, contro le 350 t delle Edgar." L'Ammiragliato non trovò soddisfacenti queste navi perché richiedevano un aumento di equipaggio del 64% delle Edgar, un aumento di costo del 61% e avevano quasi lo stesso armamento. Lo storico navale Antony Preston commentò: "La Powerful e la Terrible marcarono anche l'estrema follia di costruire incrociatori contro specifiche unità nemiche. Nella pratica i nemici designati non s'incontrarono mai ed è sempre più saggio costruire in grande numero navi più economiche. Nessuna marina si poteva permettere di costruire molte unità del tipo delle Powerful e anche l'Impero britannico al massimo della sua potenza le trovò troppo care."

## Descrizione
Le navi classe Powerful dislocavano 14400 t con carico standard. Avevano una lunghezza fuori tutto di 164 m, una larghezza massima di 21,6 m e un'immersione di progetto di 8.2 m. Siccome erano state progettate per essere impiegate oltremare, gli scafi di acciaio furono ricoperti di pannelli di legno con funzione antivegetativa. Lo scafo aveva un doppio fondo ed era diviso in 236 compartimenti stagni. A pieno carico la Terrible aveva un'altezza metacentrica di 0,61 m, mente quella della Powerful era di 0,81 m. L'equipaggio di progetto consisteva in 894 tra ufficiali e marinai, al tempo il più numeroso della Royal Navy.
Le navi erano propulse da un paio di motori a vapore a triplice espansione verticale invertita a quattro cilindri, ognuno dei quali muoveva un'elica da 5,9 m. Il vapore necessario veniva prodotto da 48 caldaie a tubi d'acqua tipo Belleville che lavoravano alla pressione di 1448 kPa. Furono i primi incrociatori della Royal Navy ad avere quattro fumaioli. I motori erano stati progettati per erogare una potenza indicata di 19000 kW a tiraggio forzato, per avere una velocità massima di 22 nodi. Le navi raggiunsero nelle prove in mare una velocità massima tra i 21,8 e i 22,4 nodi a una potenza tra i 19 e i 19,3 MW. Normalmente trasportavano 1524 t di carbone che permettevano un'autonomia di 7000 miglia nautiche a 14 nodi, ma i carbonili avevano una capacità massima di 3150 t, al tempo la più grande mai posseduta da navi della Royal Navy.

### Armamento e protezione
L'armamento principale consisteva in due cannoni 234/40 Mk VIII in torrette singole, una a prua e una a poppa della sovrastruttura. Gli affusti potevano elevare i cannoni a +15°e i cannoni sparavano proiettili da 170 kg con una velocità alla volata di 710 m/s ad una gittata massima di 11746 m.
L'armamento secondario consisteva in una dozzina di cannoni a fuoco rapido 152/40 Mk I o II disposti in casematte a mezza nave. Le casematte all'estremità furono le prime a due piani (cannoni sia sul ponte di batteria che di coperta) della Royal Navy. Questi cannoni avevano una gittata massima di 9100 m all'elevazione di 15° con un proiettile da 45 kg che veniva sparato con una velocità alla volata di 672 m/s.
Per la difesa dalle torpediniere le navi potevano contare su sedici cannoni a fuoco rapido da 12 lb (76 mm). Otto di questi cannoni erano montati in rientranze a prua e a poppa sui ponti di coperta e di batteria. I rimanenti otto cannoni erano montati a mezza nave sul ponte di coperta. I loro proiettili da 5.7 kg avevano una gittata di 7750 m all'alzo di 20° e una velocità alla volata di 672 m/s. Le navi erano equipaggiate anche con una dozzina di cannoni Hotchkiss da 47 mm montati in coppia sulle coffe di combattimento che si trovavano sui due alberi. Due ulteriori cannoni a fuoco rapido da 12 lb (8 cwt) potevano essere smontati per essere utilizzati a terra. Le navi avevano anche quattro tubi lanciasiluri sommersi da 450 mm, due su ogni lato.
Le navi avevano principalmente corazzatura Harvey. Le torrette dei cannoni erano spesse sulle facce e sui lati 152 mm, con una copertura di 25 mm. Le barbette e le casematte erano protette da lastre corazzate da 152 mm, le seconde avevano anche una lastra posteriore da 51 mm. La torre di comando era protetta da lastre spesse 305 mm. Il ponte corazzato curvo si estendeva tra 1 m sopra e 2 m sotto al galleggiamento. Il ponte corazzato era spesso 152 mm sopra alla sala macchine, 102 mm sopra alle polveriere e 64 mm a centro nave. Gli ultimi 30 cm laterali del ponte corazzato erano spessi 64 mm.

### Modifiche
Dopo le prove in mare i fumaioli furono alzati di 3 m per migliorare il tiraggio delle caldaie. Tra il 1900 e il 1901 su ogni nave fu installato un telegrafo senza fili Mark I. le navi furono raddobbate nel 1902/1903 e furono aggiunti quattro cannoni da 152 mm in casematte a metà nave, anche se non ci fu modo di trasportare più munizioni. Tra il 1904 e il 1905 furono eliminati dalle coffe superiori i cannoni da 47 mm della Powerful e l'anno seguente entrambe le navi ricevettero un apparecchio di punteria generale montato su entrambi gli alberi, su coffe ad altezze sfalsate. Nel 1910 furono rimossi tutti i cannoni da 47 mm della Terrible, mentre la Powerful mantenne i cannoni Hotchkiss rimastile fino al febbraio 1912. I tubi lanciasiluri furono rimossi da entrambe le navi nel 1914.

## Unità
La seguente tabella fornisce dettagli costruttivi e di costo delle unità classe Powerful. La pratica britannica standard del tempo era di escludere dal costo finale i costi dell'armamento e delle munizioni.
| Nave     | Costruttore                | Impostazione     | Varo           | Completamento | Costo[1]       | Costo[1]       |
| Nave     | Costruttore                | Impostazione     | Varo           | Completamento | Brassey's 1902 | Brassey's 1906 |
| -------- | -------------------------- | ---------------- | -------------- | ------------- | -------------- | -------------- |
| Powerful | Vickers, Barrow-in-Furness | 10 marzo 1894    | 24 luglio 1895 | 8 giugno 1897 | 674 879 £      | 705 335 £      |
| Terrible | J & G Thompson, Clydebank  | 21 febbraio 1894 | 27 maggio 1895 | 24 marzo 1898 | 681 419 £      | 708 619 £      |

## Servizio
Entrambe le navi parteciparono nel 1897 alla rivista della flotta per celebrare il giubileo di diamante della regina Vittoria. Entrambe prestarono servizio poi in acque cinesi. La Powerful salpò per l'Estremo Oriente più tardi lo stesso anno, mentre la Terrible ebbe problemi ai motori e non partì fino all'anno successivo. Verso la fine del 1898 scrisse un nuovo record nella traversata tra Portsmouth e Malta, mentre trasportava equipaggi di rincalzo per la Mediterranean Fleet, avendoci impiegato solo 121 ore. La nave ricevette l'ordine di sostituire la Powerful in Estremo Oriente, ma nel 1899 furono entrambe mandate in Sudafrica in risposta alle tensioni montanti con i Boeri.
Le due navi arrivarono a metà ottobre, pochi giorni dopo l'inizio della seconda guerra boera. Il capitano della Terrible, Percy Scott, improvvisò ruote per alcuni degli affusti navali per soddisfare la richiesta di artiglieria a lungo raggio. Verso la fine di novembre, il capitano della Powerful, L'On. Hedworth Lambton, comandò una brigata di marinai e alcuni dei cannoni di Scott per rinforzare la guarnigione di Ladysmith. La Terrible contribuì con la propria brigata di marinai e cannoni durante la liberazione di Ladysmith tra il dicembre 1899 e il marzo 1900. L'operato dei cannonieri di marina di entrambe le navi a terra ispirò la Royal Navy's field gun competition, competizione della marina con artiglieria campale. Dopo la liberazione definitiva di Ladysmith nel marzo 1900, le navi continuarono i rispettivi viaggi, la Powerful acclamata verso l'Inghilterra e la Terrible verso la Cina, dove il suo equipaggio e cannoni aiutarono a sedare la Rivolta dei Boxer qualche mese dopo. Furono parte dei rinforzi che raggiunsero i quartieri stranieri di Tientsin nel giugno 1900 e anche della spedizione che sconfisse le forze cinesi a Tientsin a metà luglio. Nell'agosto 1900 parteciparono alla seconda spedizione di rinforzo a Pechino prima di tornare alla nave nel settembre dello stesso anno. Dopo questi fatti Scott e il suo equipaggio iniziarono ad esercitarsi con l'artiglieria e i suoi metodi furono poi seguiti da tutta la Royal Navy.
Al ritorno in patria entrambe le navi furono momentaneamente decommissionate e ricevettero lunghi raddobbi tra il 1902 e il 1903. Passarono gli anni seguenti nella riserva. La Powerful divenne l'ammiraglia in acque australiane dal 1905 fino al suo ritorno nel Regno Unito nel 1912. Fu una nave scuola fino al 1929, quando fu venduta per essere demolita. La Terrible fu principalmente posta in riserva dopo il suo ritorno dalla Cina nel 1902 e fu poi usata come nave caserma. Durante la prima guerra mondiale ebbe rimossa la gran parte del suo armamento per essere adibita brevemente come trasporto truppe e poi come tender. In seguito fu utilizzata come nave scuola dal 1918 al 1932, quando fu venduta per essere demolita.